# Oratorio de los Borja
El Oratorio de los Borja o Iglesia de la Torre se encuentra situado en Canals (Valencia) España. Es una iglesia construida en estilo gótico valenciano primitivo, probablemente en el siglo XIII. Se encuentra enfrente de la Torre de los Borja Ha sido reformado en diversas ocasiones.
En el oratorio se conserva una tabla medieval sobre el Juicio Final, atribuida al Maestro de Borbotó. En el Oratorio se conservaba un escudo con las armas de los Borja que se perdió tras la intervención del año 1878. En origen, formaba parte del conjunto palaciego de los Borja. La advocación original del oratorio fue la Santa Cruz.
El edificio está formado por una única nave de planta rectangular, cabecera plana, muros de piedra y mortero, cubierta a cuatro aguas sustentada por dos arcos de diafragma apoyados en pilastras. El techo era parcialmente de madera.
Durante la Guerra Civil Española se perdió el retablo mayor original. Se cree que en una de las tablas de este, se representaba la Santa Cruz, regalo del Papa Calixto III según la tradición.